# Sven Aurén (1668–1727)
Sven Aurén, född 1668, död 1727, var en svensk borgmästare, riksdagsledamot och politiker.

## Biografi
Sven Aurén föddes 1668. Han blev 1712 borgmästare i Jönköping. Aurén var riksdagsledamot för borgarståndet i Jönköping vid riksdagen 1719, riksdagen 1723 och riksdagen 1726–1727. Han avled under riksdagen 1727.. Han avled 1750.

### Familj
Aurén var gift med Maria Elisabet Johansdotter Wetsef.